# 10426 Чарліроуз
10426 Чарліроуз (10426 Charlierouse) — астероїд головного поясу, відкритий 16 січня 1999 року.
Тіссеранів параметр щодо Юпітера — 3,341.